# Miss São Paulo 2009
Miss São Paulo 2009 foi a 54ª edição do tradicional concurso de beleza feminino de Miss São Paulo. Este ano a disputa elegeu a melhor candidata paulista para a disputa de Miss Brasil 2009, válido para o certame de Miss Universo. A cerimônia foi realizada com a presença de trinta e duas (32) candidatas de diversos municípios do Estado, reunidas na capital. O concurso foi televisionado pela Rede Bandeirantes para todo o País e apresentado pela jornalista Renata Fan. O evento foi vencido pela baiana representante de Campinas, Sílvia Novais da Silva, eleita dois anos depois Miss Italia nel Mondo.

## Resultados

### Colocações
| Colocação               | Município e Candidata |
| Vencedora               | - Campinas - Sílvia Novais |
| 2º. Lugar               | - Itapecerica da Serra - Mychele Baptistele |
| 3º. Lugar               | - Mogi Mirim - Rosa Granado |
| Finalistas              | - Bertioga - Elena Ralph - Cotia - Josiane Costa |
| (TOP 12) Semifinalistas | - Americana - Nathália Silvestrini - Itanhaém - Thalita Neri - Ribeirão Pires - Marina Gabriela - São José do Rio Preto - Nathalie Barreto - São Paulo - Nathália Guilmoto - Santo André - Laysla Bohlhalter - Sumaré - Karina Pacheli |

### Prêmio Especial
- A miss eleita pelo voto do público integra automaticamente o Top 12:

| Prêmio            | Município e Candidata      |
| Miss Voto Popular | - Campinas - Jocasta Costa |

### Ordem dos Anúncios
| 1. Itanhaém 2. Cotia 3. Mogi Mirim 4. Itapecerica da Serra 5. Sumaré 6. São Paulo 7. Santo André 8. Americana 9. Campinas 10. São José do Rio Preto 11. Ribeirão Pires 12. Bertioga | 1. Cotia 2. Itapecerica da Serra 3. Bertioga 4. Mogi Mirim 5. Campinas | 1. Itapecerica da Serra 2. Mogi Mirim 3. Campinas |  |

## Jurados

### Final
Ajudaram a eleger a vencedora:
1. Beth Szafir, atriz;
2. Roseli Rossi, nutricionista;
3. Boanerges Gaeta, diretor do Miss Brasil;
4. Wanderley Nunes, cabeleireiro;
5. Eva Joory, escritora;

## Candidatas
Disputaram o título este ano: 
| - Americana - Nathália Silvestrini - Araraquara - Raquel Semiram - Araras - Marta Bagathelli - Artur Nogueira - Ariane Sia - Avaré - Bianca Geraci - Barueri - Andressa Borges - Bauru - Aline Queiroga - Bertioga - Elena Ralph - Botucatu - Ana Flávia Gavla - Campinas - Sílvia Novais - Cerquilho - Gracilla Sanfelici | - Cotia - Josiane Costa - Guaíra - Valéria Morela - Guarujá - Bruna Braga - Guarulhos - Patrízia Guimarães - Itanhaém - Talitha Neri - Itapecerica da Serra - Mychele Baptistele - Jaboticabal - Francieli Terres - Jaú - Suryan Gonçalves - Mauá - Renata Johnson - Mogi Mirim - Rosa Granado - Monte Alto - Priscila Santa | - Ribeirão Pires - Marina Gabriela - Rio Claro - Ellen Costa - São José do Rio Preto - Nathalie Barreto - São Paulo - Nathália Guilmoto - Santa Cruz das Palmeiras - Carol Pignataro - Santo André - Laysla Bohlhalter - Santos - Greice Meneses - Serra Negra - Patrícia de Sá - Sumaré - Karina Pacheli - Taquaritinga - Camila Gazetta |

## Crossovers
Candidatas em outros concursos:

### Estadual
Miss Minas Gerais
- 2009: Itapecerica da Serra - Mychele Baptistele (4º. Lugar)
  - (Representando o município de Ponte Nova)

### Nacional
Miss Brasil Latina
- 2008: Itapecerica da Serra - Mychele Baptistele (Indicada)
  - (Representando o Estado de Minas Gerais)

### Internacional
Miss América Latina
- 2008: Itapecerica da Serra - Mychele Baptistele (5º. Lugar)
  - (Representando o Brasil em Punta Cana, na R. Dominicana)